# Christella subpubescens
Christella subpubescens là một loài dương xỉ trong họ Thelypteridaceae. Loài này được Blume Holttum mô tả khoa học đầu tiên năm 1976.